# Epsilon Eridani
Epsilon Eridani (ε Eridani), vlastním jménem Ran, je hvězda nacházející se v souhvězdí Eridanu, s deklinací 9.46° jižně od nebeského rovníku. Toto umístění ji činí viditelnou z většiny zemského povrchu. Ran se nachází přibližně 10,5 světelných let (3,2 parseku) od Sluneční soustavy, a její zdánlivá hvězdná velikost je přibližně 3,73. Jedná se o třetí nejbližší hvězdu viditelnou pouhým okem, po Alfě Centauri a Síriu.
Stáří Ranu je odhadováno pouze na méně než miliardu let, díky čemuž má vyšší úroveň magnetické aktivity než současné Slunce, s hvězdným větrem dosahujícím až 30násobné intenzity. Rotační perioda Ranu je 11,2 dne, a je menší než Slunce, s porovnatelně nižším množstvím prvků těžších než helium. Jedná se o hvězdu hlavní posloupnosti, spektrální třídy K2, což znamená, že energie vzniklá v jádře hvězdy jadernou fůzí vodíku je na povrchu hvězdy vyzařovaná při teplotě přibližně 5 000 K, dávající jí oranžové zbarvení.